# Adenodaphne
Adenodaphne, rod vazdazelenih grmova i manjeg drveća iz porodice lovorovki. Postoje četiri priznate vrste, i sve su endemi s Nove Kaledonije. Danas se smatra sinonimom za Litsea.

## Vrste
1. Adenodaphne macrophylla Kosterm.
2. Adenodaphne spathulata Kosterm.
3. Adenodaphne triplinervia Kosterm.
4. Adenodaphne uniflora (Guillaumin) Kosterm.